# Västervattnet (Åsele socken, Lappland)
Västervattnet är en sjö i Åsele kommun i Lappland och ingår i Ångermanälvens huvudavrinningsområde. Sjön har en area på 0,273 kvadratkilometer och ligger 351,8 meter över havet. Sjön avvattnas av vattendraget Stavselån.

## Delavrinningsområde
Västervattnet ingår i det delavrinningsområde (709033-158104) som SMHI kallar för Utloppet av Västervattnet. Medelhöjden är 377 meter över havet och ytan är 3,05 kvadratkilometer. Räknas de 9 avrinningsområdena uppströms in blir den ackumulerade arean 85,6 kvadratkilometer. Stavselån som avvattnar avrinningsområdet har biflödesordning 2, vilket innebär att vattnet flödar genom totalt 2 vattendrag innan det når havet efter 174 kilometer. Avrinningsområdet består mestadels av skog (56 procent) och sankmarker (33 procent). Avrinningsområdet har 0,28 kvadratkilometer vattenytor vilket ger det en sjöprocent på 9 procent.